# باشگاه فوتبال پنانگ
باشگاه فوتبال پنانگ (انگلیسی: Penang F.C.) یک باشگاه فوتبال حرفه ای مالزیایی مستقر در جرج تاون ایالت پنانگ است که در سوپر لیگ مالزی حضور دارد.
این باشگاه که در سال ۱۹۲۰ به صورت غیررسمی تأسیس گردید، در روز ۲۱ اکتبر ۱۹۲۱ به صورت رسمی به عنوان فدراسیون فوتبال پنانگ ایجاد گردید، باشگاه نماینده ایالت پنانگ در مسابقات فوتبال است. لباس تیم در بازی‌هایی که میزبان است، به‌طور معمول یکدست آبی رنگ است.
باشگاه فوتبال پنانگ سابقه رقابت طولانی با کداح دارد، این دو تیم از منطقه شمالی مالزی، به‌طور کلی در رهاوردی که با نام دربی منطقه شمال معروف است، با هم به رقابت می‌پردازند.
تیم فوتبال ایالت، بازی‌های خانگی خود را در ورزشگاه شهر جرج تاون، که ۲۰٬۰۰۰ نفر گنجایش دارد برگزار می‌کند.